# Рамадан
44° 50′ 05″ С; 20° 33′ 34″ И / 44.8348° С; 20.55936° И
Рамадан је археолошко налазиште које се налази код села Вишњица надомак Београда.

## Археолошка истраживања локалитета
На основу богатих површинских налаза керамике, новца, као и профила зидова кућа који су видљиви у усеку пута, Музеј града Београда је 1964. године вршио пробна археолошка ископавања у непосредној близини Рамадан чесме у Вишњици. Констатовани су остаци богатог римског насеља са културним слојем дебљине 1,5 м. Насеље је констатовано на површини од око 800 м². Откривени су зидови двеју кућа, који иду до дубине 1,37 м. У слојевима, поред остатака стамбене архитектуре, нађен је и разноврстан пратећи материјал – остаци тегула, фрагменти керамике, делови гвоздених предмета (брава, секира и сл.), прстења и други остаци предмета материјалне културе.

## Значај налазишта
На основу налаза новца, ово римско насеље може се датовати у време од II до IV века нове ере. Културни слојеви римског насеља на локалитету Рамадан садрже материјал који је од велике важности за проучавање римске материјалне културе на београдском подручју, а посебно за проучавање римског лимеса.

## Заштита
Археолошки локалитет Рамадан није до краја истражен, али је стављен под заштиту и на њему се не може планирати никаква изградња, нити укопавање инфраструктуре.